# Provincia Cuneo
Cuneo este o provincie în regiunea Piemont în Italia.

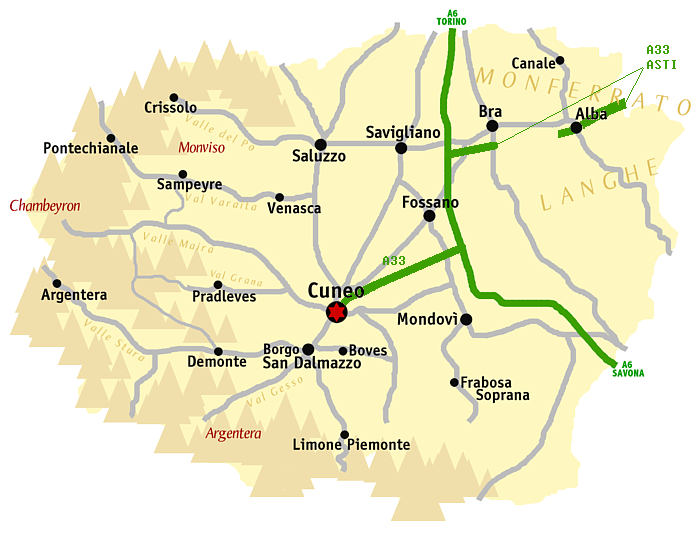
Harta provinciei Cuneo